# Гук Наталя Олександрівна
Гук Наталя Олександрівна (нар. 27 березня 1977, м. Кривий Ріг Дніпропетровська область) — українська письменниця. Живе і працює в с. Требухів Броварського району.

## Видані твори
«Пять плюс. Руководство по обретению финансовой свободы» (у співавторстві з Сергієм Чернявським; «Видавництво «Картуш», 2020)
Збірка оповідань  «Книга історій та рецептів смачного настрою» («Брайт Стар Паблішінг», «Тепла серія», 2016)
Збірка оповідань "Євромайдан. Звичайні Герої" («Брайт Стар Паблішінг», 2015)

## Антології
- Збірка  «Як тебе не любити» («Саміт-книга», 2020);
- Посібник для позакласного читання для учнів 5-7 класів «Сучасна література рідного краю» («Соняшник», 2020);[5]
- Збірка «Я виживу» («Брайт Стар Паблішинг», 2018);[6]
- Збірка «Як тебе не любити» («Фенікс», 2017)
- Збірки  «Дорожні історії» /«Заведи мотоцикл», «Автомобілі, автомобілі», «Підземне царство метро», «Залізниці потяги, вокзали»/ («КМ-букс», редакція Міли Іванцової; 2016—2018). «До збірки про авто ввійшли твори як відомих письменників, зокрема В'ячеслава Васильченка, Остапа Соколюка, Яни Дубинянської, Наталі Гук, Міли Іванцової, так і початківців. Тематика різноманітна — від містичних історій і любовних пригод до волонтерства в зоні АТО.»[7]

## Нагороди
- Переможець номінації короткої прози «Як тебе не любити»  / «Коронація слова» - 2020,
- Володарка Призу читацьких симпатій «Молодої коронації» / «Коронація слова» -2020,
- Лауреат конкурсу ім. В.Гроссмана «В городе Бердичеве» - 2017,
- Фіналіст конкурсу «Літературна надія Дніпра» - 2017.